# Regimiento de Artillería 1 (Argentina)

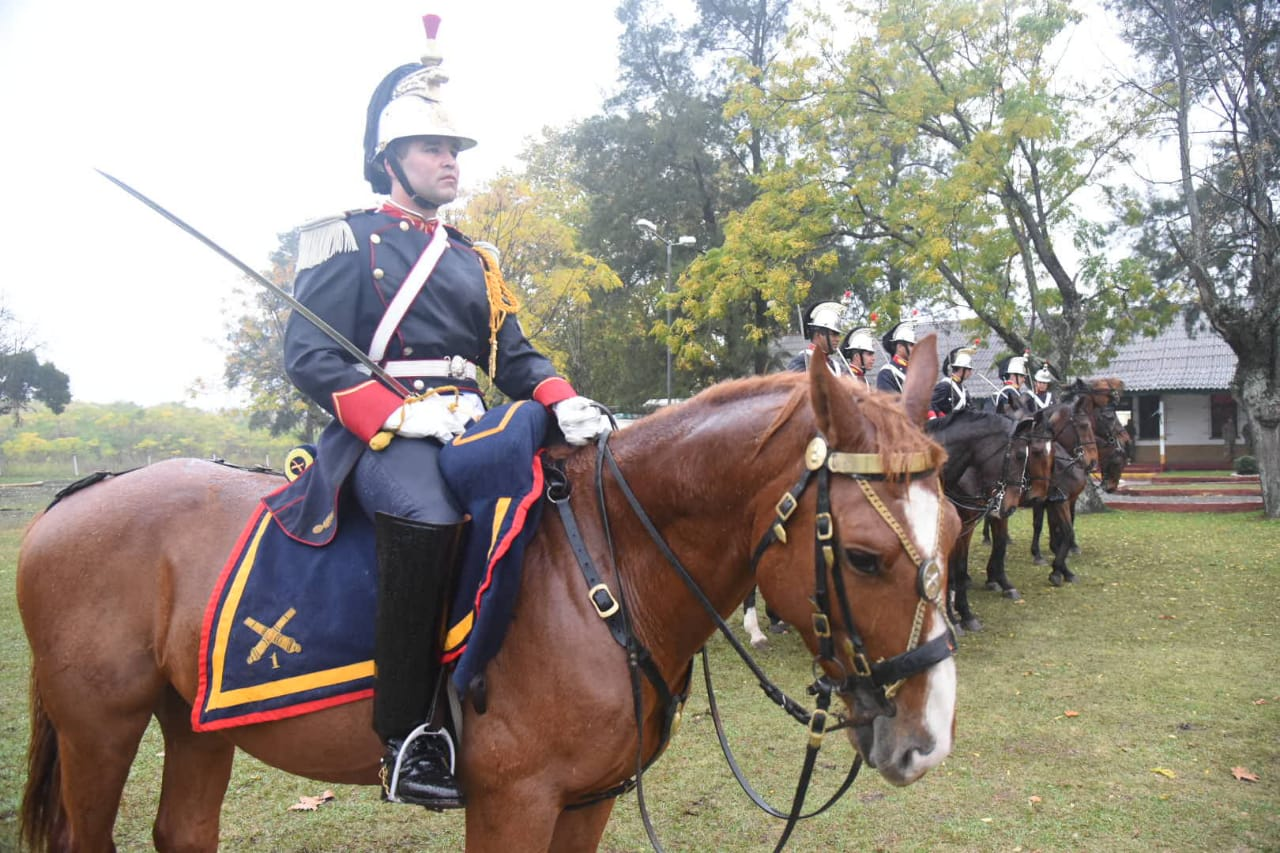
Efectivos del Regimiento

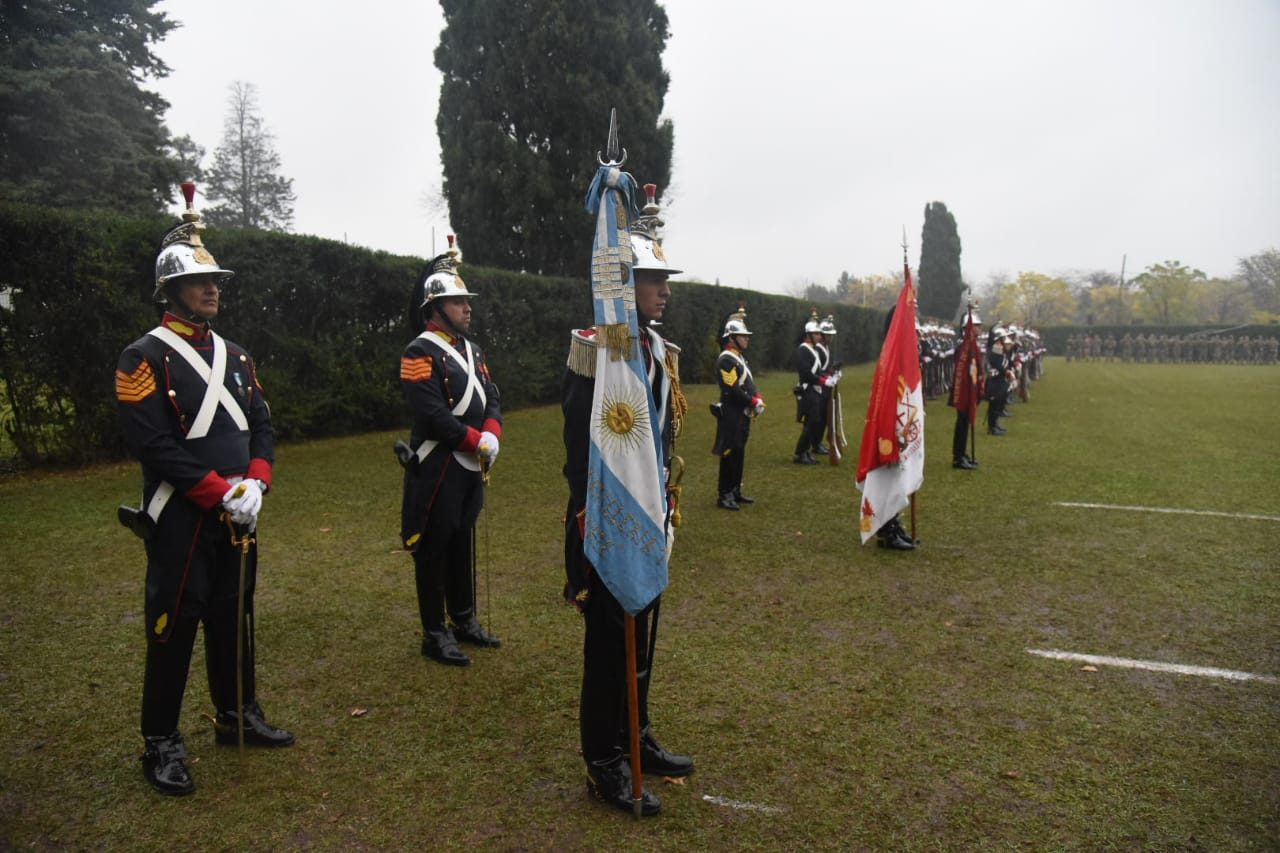
Abanderado del Regimiento

El Regimiento de Artillería 1 "Brigadier General Tomás de Iriarte" (RA 1) es la unidad decana de la artillería del Ejército Argentino y la única con tamaño de regimiento. Es uno de los regimientos históricos del Ejército junto al RI 1 "Patricios" y RGC "General San Martín" y constituye la escolta del ministro de Defensa desde el año 1996. Hasta 2011 su denominación fue Grupo de Artillería 1 (GA 1) hasta la modificación motivada por razones históricas.
Su cuartel tiene asiento en Campo de Mayo, Provincia de Buenos Aires y depende del Comando de la Guarnición Militar Buenos Aires "Cnl. Dr. Roque Sáenz Peña".

## Historia
El 9 de mayo de 1826 se creó el Regimiento de Artillería Ligero, por decreto del presidente Bernardino Rivadavia, para integrar el Ejército en la guerra contra Brasil. El 20 de febrero de 1827 el Regimiento obtuvo su bautismo de fuego en la batalla de Ituzaingó.
El Grupo de Artillería 1 integró el Agrupamiento A que se desplazó a la provincia de Tucumán por orden del Comando General del Ejército para reforzar la V Brigada de Infantería que llevaba adelante el Operativo Independencia. El Agrupamiento A se turnaba con los Agrupamientos B y C, creados para el mismo fin.
El 23 de diciembre de 1975, efectivos del GA 1 reforzaron las defensas del cuartel del Batallón Depósito de Arsenales 601, en Monte Chingolo, que había sido objeto de un ataque del Ejército Revolucionario del Pueblo.
En 1992 el GA-1 deja la dependencia administrativa de la X Brigada de Infantería Mecanizada y pasa al Comando de Guarnición Militar Buenos Aires.
A partir del año 1996, pasó a ser la escolta del ministro de Defensa. En ese orden, en 2003 cambia su denominación por Regimiento de Artillería 1 (RA 1), reconociendo su estirpe histórica.

## Nombre histórico
El nombre histórico del Regimiento pertenece a quien fuera su primer jefe, el brigadier general Tomás de Iriarte.

## Composición
El Regimiento de Artillería 1 se compone por:
- Banda Militar «Ituzaingó»
- Batería Hipomóvil «Yatay»
- Batería «Tuyutí»
- Batería «Curupaytí»
- Batería «Humaitá»